# أجوتي برازيلي
أجوتي أو أغوطي برازيلي (بالإنجليزية: Red-rumped agouti) (باللاتينية: Dasyprocta leporina) .